# ميخائيل جاغر
ميخائيل جاغر (بالألمانية: Michael Jäger)‏ هو صحفي وعالم فلك نمساوي، ولد في 1958 في فيينا في النمسا.